# Jardines botánicos de Francia y de los países francófonos
Jardines Botánicos de Francia y de los Países Francófonos, en francés Jardins Botaniques de France et des Pays Francophones (JBF), es una asociación sin ánimo de lucro creada en 1979 cuyo objetivo es unir a los jardines botánicos, ya sean públicos o privados y a la gente que trabaja en ellos, independientemente de su rango o función, en el ámbito de los países francófonos.
Está adherida a la organización internacional de « Botanical Garden Conservation International » (BGCI).

## Localización
"Jardins Botaniques de France et des pays francophones", Secrétariat JBF, Jardín Botanique, Esplanade Linné 33100 Bordeaux-Burdeos, Francia.

## Historia
La idea de crear una estructura que reuniera a los responsables de las colecciones botánicas de los países de habla francesa se remonta a principios de la década de 1960 a 1970. Este interés era compartido por Pierre Magnard (Jardín Botánico de Lyon) y Pierre Valck (Jardín Botánico de Nancy). 
Su idea se materializaría en el simposio que tuvo lugar en Ginebra el 29 de julio de 1968. Este congreso se dirigía principalmente a los directores de jardines y parques públicos y cualquier representante de jardines botánicos. Junto con Pierre Magnard y Pierre Valck, se encontraban Pierre Augé (Villa Thuret- Antibes), Serge Barrier (Jardín de plantas de París - París), Yves Lebouc (Jardín botánico de la universidad de Rennes - Rennes), Robert Ruffier-Lanche (JBU Grenoble), formaron el núcleo fundador de la asociación y, enseguida, los miembros del congreso, pasaron a reunirse en el Jardín alpino de Champeix (Suiza), donde definieron los primeros rasgos de una asociación. 
El 18 de marzo de 1972 una primera reunión organizada en París congregaba a representantes de 22 Jardines botánicos. La participación de los responsables de Bruselas, Lieja, Ámsterdam, Braunschweig y Hamburgo aportando su testimonio y estímulos fue capital para la constitución de la asociación francesa que tomó el nombre de: «Association des Responsables et Techniciens des Jardins Botaniques » (ARTJB).
(Asociación de Responsables y Técnicos de los Jardines Botánicos). 
En marzo de 1979, por razones administrativas la asociación se formaliza y se depositan los primeros estatutos en la subprefectura de Grasse. El domicilio social se fija en Antibes (Station Botanique de l'INRA, Villa Thuret), siendo el primer presidente electo Pierre Allemand. 
En el congreso celebrado en Ginebra en 1993, durante la asamblea general, se acepta el cambio de denominación. A petición de los representantes de los países francófonos se sugiere añadir «et des pays francophones» a «Jardins botaniques de France». En adelante el nombre depositado es «Jardins Botaniques de France et des pays francophones».

## Actividades
Entre las actividades que ayuda a promover el JBF en el ámbito de los países francófonos y a nivel mundial con los países que quieran su aproximación a este marco, se encuentran:
- Aumentar los intercambios entre estos jardines para su mejora y promoción, la perfección de su conocimiento, el intercambio de ideas, experiencias y colecciones de plantas (en el interior de su ámbito).
- Participar en la conservación de las plantas y de los biotopos amenazados, en todas las zonas geográficas.
- Asesorar en consultas y en los proyectos que implican el medioambiente.
- Organizar seminarios, talleres, y conferencias, diseminar nuevo conocimiento, y apoyar el papel educativo de los jardines botánicos.
- Planear y establecer la participación o la coordinación con las autoridades y otras asociaciones extranjeras francesas o similares.
- Actuar como consejo y defensa de los estatutos de jardines botánicos.
- Ayudar en la creación o el desarrollo de jardines botánicos a escala internacional.

## Miembros
Con fecha de 15 de junio de 2013, han sido agregados 27 jardines botánicos a la asociación  « Jardins botaniques de France et des pays francophones ».
Según el orden de adherencia : 
- Jardín botánico de Burdeos
- Jardín botánico de Niza
- Departamento de jardines botánicos del Museo Nacional de Historia Natural de Francia (Jardín de plantas de París y Arboreto de Chèvreloup)
- Jardín botánico de Lyon
- Jardín botánico de Besanzón
- Jardín botánico de Caen
- Jardín de plantas de París
- Jardín botánico de la Arquebuse
- Jardín botánico del Col du Lautaret
- Conservatorio y jardín botánico de Ginebra
- Jardín botánico de Tours
- Jardín de plantas de Toulouse
- Jardín botánico de la Abadía de Limoges
- Jardín botánico de Lille
- Jardín de plantas de Nantes
- Conservatorio y jardines botánicos de Nancy
- Parque botánico de Launay
- Jardín botánico Yves Rocher de La Gacilly
- Jardín botánico de Marnay-sur-Seine à Marnay sur Seine
- Jardín botánico de Talence
- Jardín de plantas de Ruan
- Jardín de plantas de Montpellier
- Jardin botanique du Merian Park à Bâle
- Jardín exótico de Mónaco
- Jardín botánico de la Facultad de Farmacia de Angers
- Jardín botánico de Chemillé
- Jardín del Conservatorio botánico de Brest